# Malik Williams
Malik Williams, né le 26 août 1998 à Fort Wayne dans l'Indiana, est un joueur américain de basket-ball. Il évolue au poste de pivot.

## Biographie

### Carrière professionnelle
En avril 2024, il signe un contrat de 10 jours avec les Raptors de Toronto. Mi-avril 2024, son contrat de 10 jours est transformé en un contrat standard.

## Palmarès et distinctions individuelles

### Professionnels
- Champion Coupe d'Europe FIBA (2023)